# (35549) 1998 FT108
1998 FT108 (asteroide 35549) é um asteroide da cintura principal. Possui uma excentricidade de 0.13119560 e uma inclinação de 12.56446º.
Este asteroide foi descoberto no dia 31 de março de 1998 por LINEAR em Socorro.